# ロイヤルアカデミー
ロイヤルアカデミー II (Royal Academy II) は、アメリカ合衆国生産の競走馬・種牡馬。競走馬としてのおもな勝ち鞍はジュライカップ、ブリーダーズカップ・マイルなど。競走馬引退後にアイルランドで種牡馬となったのち、シャトル種牡馬として世界的な成功を収めた。
半姉にアメリカで重賞5勝を挙げたターリングア、半兄に同3勝で種牡馬のパンチョヴィラ（ともに父セクレタリアト）。ターリングアの産駒に2度のアメリカリーディングサイアーを獲得したストームキャットがいる。

## 経歴
当歳時に出品されたキーンランド当歳馬セールにおいて、この年の最高価格となる350万ドルでヴィンセント・オブライエンに落札される。2歳時にアイルランドに送られヴィンセント・オブライエン厩舎に入り、オブライエンが経営に関わるクラシック・サラブレッズ社の所有馬として競走馬となった。
競走馬時代はアイルランド、イギリス、アメリカで走り、ふたつのG1競走を含む重賞3勝を挙げた。引退レースとなった生国アメリカのブリーダーズカップ・マイルでは、主戦騎手を務めていたジョン・リードが負傷したことにより、脱税による収監から仮出所したばかりの大騎手レスター・ピゴットが手綱を取って優勝し大きな喝采を浴びた。この競走をもって3歳で競走馬を引退し、アイルランドのクールモアスタッドで種牡馬となる。
早くからアイリッシュセントレジャーを2勝したオスカーシンドラーやサセックスステークス優勝馬アリロイヤルなどのG1優勝馬を輩出し、種牡馬としても一定の成果を上げる。1994年からはシャトル種牡馬としてオーストラリアでも種付けを行うようになり、同地でも多くの活躍馬を送り出して名種牡馬との評価を確立した。1996年には1年限定のリース契約で日本でも供用され、1998年からはアメリカで供用されている。また2000年からは南アメリカでも種付けを行い、ブラジルで多くの活躍馬を輩出している。
種牡馬の父、繁殖牝馬の父としても実績を残しており、ベルエスプリからはオーストラリアの連勝記録を無敗でマークした最強スプリンターのブラックキャビア、ヴァルロイヤルからはイギリスとアイルランドの2000ギニーを制したコックニーレベルが出ている。母の父としてはイギリスとアイルランドの1000ギニーなどG1を3勝のフィンシャルベオ、ハットトリック産駒でフランス2歳G1を2勝してカルティエ賞最優秀2歳牡馬を受賞したダビルシムなどが出ている。
2007年からはオーストラリアに定住し、2010年に種牡馬を引退。その後も功労馬としてクールモア・オーストラリアで余生を送り、25歳で老衰のため世を去った。それまでにステークスを勝った産駒は160頭以上、獲得賞金は1億2000万USドルに及んでいた。

## おもな産駒
※日本調教馬（カナ表記）以外はG1競走優勝馬のみ記載。
- 1992年産
  - Oscar Schindler（アイリッシュセントレジャー2回など重賞4勝）
- 1993年産
  - Ali-Royal（サセックスステークスなど重賞2勝）
  - ロイヤルスズカ（スワンステークス）
- 1994年産
  - Carmaine Lake（アベイ・ド・ロンシャン賞）
  - Sleepy Time（1000ギニー）
- 1995年産
  - Kenwood Melody（コーフィールドギニー）
  - Zalaiyka（プール・デッセ・デ・プーリッシュなど重賞3勝）
- 1996年産
  - Val Royal（ブリーダーズカップ・マイルなど重賞5勝）
  - Lavery（フェニックスステークス）
- 1997年産
  - イルバチオ（アイビスサマーダッシュ）
  - ダブルハピネス（武蔵野ステークス）
- 1999年産
  - Bel Esprit（ドゥームベン10000、ブルーダイヤモンドステークスなど重賞6勝）
  - Bullish Luck（安田記念、チャンピオンズマイル2回、香港スチュワーズカップ、チェアマンズトロフィーなど重賞8勝）※2004-2005年シーズン・香港最優秀マイラー、2005-2006年シーズン・同年度代表馬、最優秀マイラー
- 2001年産
  - Match Point（リンネオ・デ・パウラ・マチャド大賞）
  - Marenostrum（ジュリアーノ・マルティンス大賞）
  - Magic Lamp（ロベルト・エネルソン・グリマルディ・シーブラ大賞）
  - Durban Thunder（J.アデマール・デ・アルメイダ・プラド大賞）
  - Macbeth（サンパウロ大賞）
  - Movie Star（エンリケ・ポッソーロ大賞）
- 2002年産
  - Heroi do Bafra（フランシスコ・エドゥアルド・デ・パウロ・マチャド大賞、クルゼイロ・ドゥ・スル大賞）
  - Top Hat（ABCPCC大賞など重賞2勝）
  - Express Way（ケープギニー）
- 2004年産
  - Serious Speed（MRC1000ギニー、クラウンオークス）

## 血統表
| ロイヤルアカデミーの血統（ニジンスキー系） / Menow 4×4= 12.50%） | ロイヤルアカデミーの血統（ニジンスキー系） / Menow 4×4= 12.50%） | ロイヤルアカデミーの血統（ニジンスキー系） / Menow 4×4= 12.50%） | （血統表の出典）    | （血統表の出典） |
| 父 Nijinsky II 1967 鹿毛 カナダ                                  | 父の父Northern Dancer 1961 鹿毛 カナダ                           | Nearctic                                                         | Nearco              | Nearco           |
| 父 Nijinsky II 1967 鹿毛 カナダ                                  | 父の父Northern Dancer 1961 鹿毛 カナダ                           | Nearctic                                                         | Lady Angela         |                  |
| 父 Nijinsky II 1967 鹿毛 カナダ                                  | 父の父Northern Dancer 1961 鹿毛 カナダ                           | Natalma                                                          | Native Dancer       | Native Dancer    |
| 父 Nijinsky II 1967 鹿毛 カナダ                                  | 父の父Northern Dancer 1961 鹿毛 カナダ                           | Natalma                                                          | Almahmoud           |                  |
| 父 Nijinsky II 1967 鹿毛 カナダ                                  | 父の母Flaming Page 1959 鹿毛 カナダ                              | Bull Page                                                        | Bull Lea            | Bull Lea         |
| 父 Nijinsky II 1967 鹿毛 カナダ                                  | 父の母Flaming Page 1959 鹿毛 カナダ                              | Bull Page                                                        | Our Page            |                  |
| 父 Nijinsky II 1967 鹿毛 カナダ                                  | 父の母Flaming Page 1959 鹿毛 カナダ                              | Flaring Top                                                      | Menow               | Menow            |
| 父 Nijinsky II 1967 鹿毛 カナダ                                  | 父の母Flaming Page 1959 鹿毛 カナダ                              | Flaring Top                                                      | Flaming Top         |                  |
| 母 Crimson Saint 1969 栗毛 アメリカ                              | 母の父Crimson Satan 1959 栗毛 アメリカ                           | Spy Song                                                         | Balladier           | Balladier        |
| 母 Crimson Saint 1969 栗毛 アメリカ                              | 母の父Crimson Satan 1959 栗毛 アメリカ                           | Spy Song                                                         | Mata Hari           |                  |
| 母 Crimson Saint 1969 栗毛 アメリカ                              | 母の父Crimson Satan 1959 栗毛 アメリカ                           | Papila                                                           | Requiebro           | Requiebro        |
| 母 Crimson Saint 1969 栗毛 アメリカ                              | 母の父Crimson Satan 1959 栗毛 アメリカ                           | Papila                                                           | Papalona            |                  |
| 母 Crimson Saint 1969 栗毛 アメリカ                              | 母の母Bolero Rose 1958 栗毛 アメリカ                             | Bolero                                                           | Eight Thirty        | Eight Thirty     |
| 母 Crimson Saint 1969 栗毛 アメリカ                              | 母の母Bolero Rose 1958 栗毛 アメリカ                             | Bolero                                                           | Stepwisely          |                  |
| 母 Crimson Saint 1969 栗毛 アメリカ                              | 母の母Bolero Rose 1958 栗毛 アメリカ                             | First Rose                                                       | Menow               | Menow            |
| 母 Crimson Saint 1969 栗毛 アメリカ                              | 母の母Bolero Rose 1958 栗毛 アメリカ                             | First Rose                                                       | Rare Bloom F-No.8-c |                  |

父については同馬の項を参照。母クリムゾンセイントはアメリカでG3競走を含む7勝を挙げた活躍馬である。同馬は繁殖牝馬としても抜群の成績を挙げており、その同世代までの近親に目立った活躍馬はほとんどいなかったが、同馬以降からは孫世代までに8頭の重賞優勝馬を輩出している。ロイヤルアカデミーや前述のストームキャットを筆頭に種牡馬となった子孫はいずれも活躍種牡馬となっており、世界の生産界に大きな影響を与えた繁殖牝馬といえる。